# Vasil Zlatarski
Vasil Zlatarski (Veliko Tărnovo, 14 novembre 1866 – Sofia, 15 dicembre 1935) è stato uno storico bulgaro.
Vasil Nikolov Zlatarski è uno storico bulgaro, medievalista, archeologo ed epigrafista, che rimase come una sorta di patriarca della storiografia bulgara con la sua "Storia dello stato bulgaro nel Medioevo" in tre volumi.
Dal 1900 è membro dell'Accademia bulgara delle scienze e di numerose altre accademie. Rettore dell'Università di Sofia.
Il suo contributo storiografico è eccezionale, ma per la storia della Bulgaria è arrivato solo al 1280 (Giorgio I di Bulgaria) a causa della sua morte.